# Regionalratswahlen in Namibia 2004
Die Regionalratswahlen in Namibia 2004 fanden am 29. und 30. November 2004 statt. Als Ergebnis ging die Südwestafrikanische Volksorganisation bestätigt als stärkste Partei hervor und konnte in der überwiegenden Zahl der 107 Wahlkreise in Namibia ihre Mehrheit halten.
Von insgesamt 977.742 zugelassenen Wählern wurden bei der Wahl insgesamt 523.092 Wählerstimmen abgegeben was einer Wahlbeteiligung von 53,5 % entspricht.
Jede der dreizehn Regionen stellt eine regionale Lokalregierung: den Regionalrat. Diese Regierung setzt sich aus den Regionalräten (Regional Councillor) – stellvertretend für jeweils einen Wahlkreis – zusammen. Diese Regionalrats-Mitglieder (aller dreizehn Regionalratregierungen) bestimmen jeweils zwei Regionalräte pro Region als regionale Vertretung im Nationalrat in Windhoek.
Neben dieser Regionalratswahl fand am 15. und 16. November 2004 auch Präsidentschaftswahlen und Parlamentswahlen statt.

## Wahlergebnis

### Übersicht
- SWAPO: 96
- UDF: 5
- NUDO: 3
- DTA: 2
- SWANU: 1

| Partei                 | Stimmen   | Sitze |
| ---------------------- | --------- | ----- |
| SWAPO                  | 431.457 ▲ | 96 ▲  |
| CoD                    | 29.266    |       |
| DTA                    | 28.643 ▼  | 2 ▼   |
| NUDO                   | 19.248    | 3     |
| UDF                    | 16.354 ▲  | 5 ▲   |
| SWANU                  | 8828      | 1     |
| RP                     | 6984      |       |
| NamDMC                 | 3702      |       |
| Unabhängige Kandidaten | 425 ▼     | 0 ▬   |
| Gesamtsitze            | –         | 107 ▲ |

### Nach Regionen
Quelle: 

#### Caprivi
| Partei | Stimmenanteil | Gewonnene Wahlkreise |
| ------ | ------------- | -------------------- |
| SWAPO  | 71 %          | 6                    |
| CoD    | 17 %          | –                    |
| RP     | 8 %           | –                    |
| DTA    | 5 %           | –                    |
| Gesamt | 100 %         | 6                    |

#### Erongo
| Partei | Stimmenanteil | Gewonnene Wahlkreise |
| ------ | ------------- | -------------------- |
| SWAPO  | 66 %          | 5                    |
| UDF    | 17 %          | 2                    |
| DTA    | 5 %           | –                    |
| CoD    | 4 %           | –                    |
| NUDO   | 4 %           | –                    |
| RP     | 3 %           | –                    |
| SWANU  | %             | –                    |
| Gesamt | 100 %         | 7                    |

#### Hardap
| Partei      | Stimmenanteil | Gewonnene Wahlkreise |
| ----------- | ------------- | -------------------- |
| SWAPO       | 56 %          | 6                    |
| DTA         | 23 %          | –                    |
| CoD         | 17 %          | –                    |
| NamDMC      | 2 %           | −                    |
| NUDO        | 1 %           | –                    |
| Unabhängige | 1 %           | –                    |
| Gesamt      | 100 %         | 6                    |

#### Karas
| Partei | Stimmenanteil | Gewonnene Wahlkreise |
| ------ | ------------- | -------------------- |
| SWAPO  | 72 %          | 6                    |
| CoD    | 15 %          | –                    |
| DTA    | 10 %          | –                    |
| RP     | 3 %           | –                    |
| NamDMC | 1 %           | –                    |
| Gesamt | 100 %         | 6                    |

#### Kavango
| Partei | Stimmenanteil | Gewonnene Wahlkreise |
| ------ | ------------- | -------------------- |
| SWAPO  | 89 %          | 9                    |
| CoD    | 6 %           | –                    |
| DTA    | 5 %           | –                    |
| Gesamt | 100 %         | 9                    |

#### Khomas
| Partei | Stimmenanteil | Gewonnene Wahlkreise |
| ------ | ------------- | -------------------- |
| SWAPO  | 71 %          | 10                   |
| CoD    | 10 %          | –                    |
| DTA    | 4 %           | –                    |
| NUDO   | 4 %           | –                    |
| RP     | 4 %           | –                    |
| UDF    | 4 %           | –                    |
| SWANU  | 1 %           | –                    |
| NamDMC | 1 %           | –                    |
| Gesamt | 100 %         | 10                   |

#### Kunene
| Partei | Stimmenanteil | Gewonnene Wahlkreise |
| ------ | ------------- | -------------------- |
| SWAPO  | 35 %          | 1                    |
| UDF    | 29 %          | 3                    |
| DTA    | 23 %          | 2                    |
| NUDO   | 8 %           | –                    |
| CoD    | 3 %           | –                    |
| RP     | 2 %           | –                    |
| Gesamt | 100 %         | 6                    |

#### Ohangwena
| Partei | Stimmenanteil | Gewonnene Wahlkreise |
| ------ | ------------- | -------------------- |
| SWAPO  | 99 %          | 11                   |
| CoD    | 1 %           | –                    |
| Gesamt | 100 %         | 11                   |

#### Omaheke
| Partei | Stimmenanteil | Gewonnene Wahlkreise |
| ------ | ------------- | -------------------- |
| SWANU  | 52 %          | 1                    |
| NUDO   | 37 %          | 2                    |
| SWAPO  | 20 %          | 4                    |
| DTA    | 20 %          | –                    |
| NamDMC | 14 %          | –                    |
| CoD    | 5 %           | –                    |
| UDF    | 5 %           | –                    |
| Gesamt | 100 %         | 7                    |

#### Omusati
| Partei | Stimmenanteil | Gewonnene Wahlkreise |
| ------ | ------------- | -------------------- |
| SWAPO  | 98 %          | 12                   |
| CoD    | 1 %           | –                    |
| NUDO   | 1 %           | –                    |
| Gesamt | 100 %         | 12                   |

#### Oshana
| Partei | Stimmenanteil | Gewonnene Wahlkreise |
| ------ | ------------- | -------------------- |
| SWAPO  | 97 %          | 10                   |
| CoD    | 2 %           | –                    |
| DTA    | 1 %           | –                    |
| Gesamt | 100 %         | 10                   |

#### Oshikoto
| Partei | Stimmenanteil | Gewonnene Wahlkreise |
| ------ | ------------- | -------------------- |
| SWAPO  | 95 %          | 10                   |
| CoD    | 3 %           | –                    |
| DTA    | 1 %           | –                    |
| UDF    | 1 %           | –                    |
| Gesamt | 100 %         | 10                   |

#### Otjozondjupa
| Partei | Stimmenanteil | Gewonnene Wahlkreise |
| ------ | ------------- | -------------------- |
| SWAPO  | 55 %          | 6                    |
| NUDO   | 21 %          | 1                    |
| DTA    | 9 %           | –                    |
| CoD    | 7 %           | –                    |
| UDF    | 5 %           | –                    |
| RP     | 3 %           | –                    |
| DMC    | 1 %           | –                    |
| Gesamt | 100 %         | 7                    |